# Световно първенство по шахмат 1910 (Ласкер-Яновски)
Световното първенство по шахмат през 1910 г. се провежда от 8 ноември до 8 декември 1910 г. в Берлин.
Състои се под формата на мач между действащия световен шампион Емануел Ласкер и претендента Давид Яновски.
Според регламента победител е шахматистът, спечелил първи осем партии. Ласкер печели с осем победи и три ремите, без нито една загуба. 

## Резултати
|                                    | 1 | 2 | 3 | 4 | 5 | 6 | 7 | 8 | 9 | 10 | 11 | Точки               |
| ---------------------------------- | - | - | - | - | - | - | - | - | - | -- | -- | ------------------- |
| Емануел Ласкер (Германска империя) | 1 | = | = | 1 | 1 | = | 1 | 1 | 1 | 1  | 1  | 9.5 (с осем победи) |
| Давид Яновски (Франция)            | 0 | = | = | 0 | 0 | = | 0 | 0 | 0 | 0  | 0  | 1.5 (без победа)    |